# Luke Jones
Luke Jones ist ein US-amerikanischer Schauspieler, Synchronsprecher, Drehbuchautor und Filmproduzent.

## Leben
Jones begann Mitte der 2000er Jahre mit dem Filmschauspiel. Erste Besetzungen folgten vor allem in verschiedenen Kurzfilmproduktionen. 2011 fungierte er als Produzent für den Kurzfilm Walter Was Here und übernahm auch eine Rollenbesetzung. 2015 wirkte er im Musikvideo zum Lied Last Dance der Band One Ok Rock mit. Im selben Jahr stellte er in insgesamt neun Episoden der Fernsehserie Worldstar Headquarters die Rolle des Luke dar. 2018 spielte er im Fernsehfilm Rent-An-Elf: Die Weihnachtsplaner die Rolle des Jimmy. Als Episodendarsteller war er unter anderen in den Fernsehserien Navy CIS und Baskets zu sehen. 2020 war er als Drehbuchautor, Produzent und Hauptdarsteller am Kurzfilm House Hunting involviert, der am 2. November 2020 auf dem Dances With Films Festival aufgeführt wurde. Im selben Jahr mimte er die Rolle des Henry in sechs Episoden der Fernsehserie Tommy. 2022 wurde im Film Dog – Das Glück hat vier Pfoten eine Rolle als Barkeeper mit ihm besetzt. 2023 wirkte er jeweils in einer Episode der Fernsehserien The Rookie und FBI: Most Wanted mit und spielte in der Komödie Halfway to Amarillo die größere Rolle des Eli West. Im selben Jahr lieh er verschiedenen Charakteren im Blockbuster Transformers: Aufstieg der Bestien seine Stimme.

## Filmografie (Auswahl)

### Schauspiel
- 2006: Killed by George Clooney's Snot
- 2007: Rose of Death
- 2007: Sitting and Standing (Kurzfilm)
- 2009: Just Another Boy (Kurzfilm)
- 2009: Apple Juice (Kurzfilm)
- 2010: Marko (Kurzfilm)
- 2010: Luke Williams: Body Linguist (Kurzfilm)
- 2010: Age Raptors (Kurzfilm)
- 2010: Something in the Air (Kurzfilm)
- 2011: NorthSiders (Fernsehserie, Episode 1x01)
- 2011: Walter Was Here (Kurzfilm)
- 2012: Little Monsters
- 2012: Liars, Fires and Bears
- 2012: A Guy Walks Into a Bar (Fernsehserie, Episode 3x08)
- 2012: DTLA – Downtown LA (DTLA, Fernsehserie, Episode 1x08)
- 2013: Blur (Kurzfilm)
- 2013: Homophobic (Kurzfilm)
- 2013: Rule of Love (Kurzfilm)
- 2013: Heart Shaped Glasses (Kurzfilm)
- 2014: The Lost Tour: Vietnam
- 2014: I'll Be Waiting (Kurzfilm)
- 2015: Despair Sessions
- 2015: Worldstar Headquarters (Fernsehserie, 9 Episoden)
- 2015: Lori Sheedy, F*** You
- 2016: Poor Boy
- 2016: Major Deal
- 2016: The Red Man
- 2016: Logan Paul Vs (Fernsehserie, Episode 1x10)
- 2016: Salt Water
- 2017: Add-TV (Fernsehserie, 2 Episoden)
- 2017: Off Set (Fernsehserie)
- 2017: The Best People
- 2018: Yule Tidings (Kurzfilm)
- 2018: Dealer
- 2018: Pumpkin Face: How I Found This Not So Chill Book (Kurzfilm)
- 2018: Navy CIS (NCIS, Fernsehserie, Episode 16x07)
- 2018: Rent-An-Elf: Die Weihnachtsplaner (Rent-an-Elf, Fernsehfilm)
- 2019: Dope State (Fernsehfilm)
- 2019: Baskets (Fernsehserie, Episode 4x01)
- 2019: Betch (Fernsehserie, Episode 4x09)
- 2020: Tommy (Fernsehserie, 6 Episoden)
- 2020: Tuning In (Miniserie, 2 Episoden)
- 2020: Acts of Revenge
- 2020: House Hunting (Kurzfilm)
- 2021: Mayans M.C. (Fernsehserie, Episode 3x07)
- 2021: Total Badass Wrestling (Fernsehserie, Episode 1x01)
- 2022: Dog – Das Glück hat vier Pfoten (Dog)
- 2022: The Comfort Zone (Kurzfilm)
- 2023: The Rookie (Fernsehserie, Episode 5x12)
- 2023: FBI: Most Wanted (Fernsehserie, Episode 4x20)
- 2023: Halfway to Amarillo

### Filmschaffender
- 2011: Walter Was Here (Kurzfilm; Produktion)
- 2020: House Hunting (Kurzfilm; Produktion und Drehbuch)

### Synchronsprecher
- 2023: Transformers: Aufstieg der Bestien (Transformers: Rise of the Beasts)